# Lee Child
Jim Grant, mer känd under författarnamnet Lee Child, född 29 oktober 1954 i Coventry, England, är en prisbelönt brittisk thrillerförfattare som är känd för att ha skapat bokserien Jack Reacher.
Grants böcker handlar om den före detta militärpolisen Jack Reacher som reser runt i USA som en vagabond och kallas endast Reacher, ingen använder Jack som tilltalsnamn.
Två av Grants romaner har filmatiserats till amerikanska actionthillers med Tom Cruise i huvudrollen.
I januari 2020 tillkännagav Grant att han skall sluta skriva Jack Reacher serien, i stället skall hans bror Andrew Grant fortsätta serien under namnet Child, även om de skall skriva de första böckerna tillsammans.

## Biografi

### Tidigt liv
Grant föddes i Coventry i England. Hans yngre bror Andrew Grant är också thrillerförfattare. När Grant var fyra år flyttade familjen till Handsworth Wood i Birmingham så barnen kunde få en bättre skolgång. Grant gick på Cherry Orchard Primary School i Handsworth Wood tills hans fyllde 11. Han gick på King Edward's School i Birmingham.
Vid 20 års ålder, 1974, studerade Grant juridik vid universitetet i Sheffield, fastän han inte hade som avsikt att verka inom branschen och arbetade som scenarbetare på en teater under sin studietid. Efter sin examen arbetade han med kommersiell TV.

### Privatliv
Grant har två hem, en lägenhet på Manhattan och en villa i södra Frankrike. Han är gift med en kvinna som heter Jane, och tillsammans har de en vuxen dotter.

## Filmatisering
2012 filmatiserades Grants nionde roman, Prickskytten, som Jack Reacher under regi av Christopher McQuarrie med Tom Cruise i rollen som Jack Reacher. Under 2016 fick den artonde romanen, Ingen återvändo, också en filmversion under namnet Jack Reacher: Never Go Back där Edward Zwick stod för regin och Cruise spelade huvudrollen igen. Grant medverkar själv i båda filmer som gästroller.